# До свидания (альбом)
«До свидания» — пятый студийный альбом российского дуэта IC3PEAK, выпущенный 24 апреля 2020 года на лейбле IC3PEAK. В альбоме 12 композиций, среди них есть совместные композиции с Ghostemane, Хаски и ZillaKami. Был анонсирован 28 февраля вместе с синглом и видеоклипом «Марш».

## Релиз
Пятый студийный альбом российского дуэта IC3PEAK под названием «До свидания» был выпущен 24 апреля 2020 года, вместе с ранее выпущенными синглами «Марш» и «TRRST», и является первым за 2 года альбомом, вышедшего после альбома «Сказка».
Спустя 3 дня после выхода альбома, а именно 28 апреля, вышел видеоклип на песню «Плак-плак».

## Список композиций
| №                   | Название                           | Текст песни         | Музыка              | Длительность |
| ------------------- | ---------------------------------- | ------------------- | ------------------- | ------------ |
| 1.                  | «Мёртвая луна»                     | IC3PEAK             | IC3PEAK             | 3:16         |
| 2.                  | «Я целую твой труп»                | IC3PEAK             | IC3PEAK             | 3:53         |
| 3.                  | «Интерлюдия»                       | IC3PEAK             | IC3PEAK             | 1:37         |
| 4.                  | «Всё равно»                        | IC3PEAK             | IC3PEAK             | 3:03         |
| 5.                  | «У меня нет друзей»                | IC3PEAK             | IC3PEAK             | 4:00         |
| 6.                  | «Плак-Плак»                        | IC3PEAK             | IC3PEAK             | 3:23         |
| 7.                  | «мкАД»                             | IC3PEAK             | IC3PEAK             | 3:02         |
| 8.                  | «Яма» (при уч. Ghostemane)         | IC3PEAK Ghostemane  | IC3PEAK             | 3:36         |
| 9.                  | «TRRST» (при уч. ZillaKami)        | IC3PEAK ZillaKami   | IC3PEAK             | 3:04         |
| 10.                 | «Марш»                             | IC3PEAK             | IC3PEAK             | 2:32         |
| 11.                 | «Весело и грустно» (при уч. Хаски) | IC3PEAK Хаски       | IC3PEAK             | 3:14         |
| 12.                 | «Ещё»                              | IC3PEAK             | IC3PEAK             | 1:21         |
| Общая длительность: | Общая длительность:                | Общая длительность: | Общая длительность: | 36:04        |

## Состав записи
- Анастасия Креслина — вокал, основной исполнитель (1-12 треки)
- Ghostemane — вокал, приглашённый исполнитель (8 трек)
- ZillaKami — вокал, приглашённый исполнитель (9 трек)
- Хаски — вокал, приглашённый исполнитель (11 трек)